# 5-й батальон территориальной обороны Ивано-Франковской области
5-й батальон территориальной обороны «Прикарпатье» (укр. 5-й батальйон територіальної оборони «Прикарпаття») — отдельный батальон, созданный в Ивано-Франковской области и находящийся в оперативном подчинении Министерства обороны Украины. Расформирован 16 января 2015 года.

## Предшествующие события
19 марта 2014 года Совет национальной безопасности и обороны Украины принял решение о создании оперативных штабов при областных государственных администрациях пограничных областей Украины. 30 марта 2014 года и. о. президента Украины А. В. Турчинов поручил руководителям областных администраций начать создание батальонов территориальной обороны в каждой области Украины.
30 апреля 2014 года было принято официальное решение возложить функции создания батальонов территориальной обороны в каждой области Украины на областные военные комиссариаты.

## Формирование батальона
30 апреля 2014 подготовка батальона была завершена.
Военная подготовка батальона проходила в воинской части А1807 в посёлке Делятин Надворнянского района Ивано-Франковской области и на Сторожинецком военном полигоне.
По состоянию на 18 мая 2014 личный батальон принёс присягу, получил оружие, но оставался не полностью укомплектованным личным составом (численность батальона составляла 350 вместо 423 военнослужащих).
Формирование батальона проходило с использованием бюджетных средств Ивано-Франковской области:
- 21 марта 2014 в составе областного бюджета Ивано-Франковской области был создан целевой фонд для финансирования мобилизационных мероприятий (из средств которого в период до 7 мая 2014 года было выделено 1061,6 тыс. гривен на приобретение материально-технических средств для батальона территориальной обороны Ивано-Франковской области)[10]
- 21 мая 2014 Ивано-Франковская область выделила 2,538 млн гривен в виде субвенции Министерству обороны для Ивано-Франковского областного военного комиссариата на закупку 423 бронежилетов для батальона территориальной обороны[11]
- в июне 2014 из областного целевого фонда, созданного Ивано-Франковским облсоветом для мобилизационных нужд, на обеспечение батальона было выделено ещё 130 тыс. гривен: 80 тыс. гривен было выделено областному военному комиссариату на закупку 200 разгрузочных жилетов, ещё 50 тыс. гривен — управлению по чрезвычайным ситуациям Ивано-Франковской ОГА на закупку лекарственных средств[12].

Кроме того, для сбора и распределения денежных средств и материальной помощи от организаций и частных лиц на нужды батальона были созданы «Координационный центр быстрого реагирования» и «Благотворительный фонд обороны Прикарпатья».
5 июня 2014 батальон получил спонсорскую помощь от НГВУ «Надвірнанафтогаз» (114 разгрузочных жилетов и 3 прибора ночного видения).
8-9 июня 2014, после получения приказа начальника Генерального штаба вооружённых сил Украины об отправке 5-го батальона территориальной обороны Ивано-Франковской области в зону боевых действий на юго-востоке государства, матери военнослужащих заблокировали воинскую часть А1807.
10 июня 2014 председатель облгосадминистрации Ивано-Франковской области Андрей Троценко выступил с заявлением, что батальон не обеспечен средствами защиты. 13 июня 2014 года специальная комиссия министерства обороны Украины прибыла в Делятин и начала расследование ситуации, которая сложилась в части материально-технического обеспечения батальона (в частности, злоупотребления в процессе приобретения защитных средств для бойцов батальона)
20 июня 2014 года военный комиссар Ивано-Франковской области Игорь Павлюк сообщил, что в батальоне имеется только 75 бронежилетов, из которых более 70 закупили спонсоры и неравнодушные люди. В этот же день военный комиссар Ивано-Франковской области полковник Игорь Павлюк сообщил, что министерство обороны передало батальону 50 шт. бронежилетов IV класса защиты. 26 июня 2014 года батальон получил ещё 95 шт. бронежилетов «Корсар М3-4» украинского производства, что позволило увеличить общее количество бронежилетов в батальоне до 220 шт.
- позднее было установлено, что 9 бронежилетов из числа закупленных спонсорами являлись подделками, не обеспечивавшими защиту военнослужащих[24][25][26]

По состоянию на 27 июня 2014 года, батальон был практически полностью укомплектован личным составом (421 военнослужащих из 423 положенных по штату)
Большинство из военнослужащих батальона — свыше 300 человек — являлись мобилизованными, количество добровольцев (среди которых было немало активистов «Евромайдана») составляло от 75 до 100 военнослужащих.
В июле 2014 батальон получил ещё одну партию помощи от Ивано-Франковской области общей стоимостью около 400 тыс. гривен (три тепловизора «Пульсар-38» стоимостью свыше 150 тыс. гривен, маскировочные сети, продукты питания, резиновые сапоги и др.).
14 августа 2014 координационный центр быстрого реагирования Ивано-Франковской области закупил и передал батальону 50 бронежилетов общей стоимостью около 170 тыс. гривен.

## Деятельность
30 июня 2014 года началась подготовка батальона к отправке в зону боевых действий.
В начале июля 2014 батальон находился в районе украинско-российской границы, на пяти блокпостах (один блокпост находился в районе Амвросиевки, второй — у КПП «Мариновка», ещё один взвод занимал блокпост в районе Кутейниково). Основной задачей батальона было оказание помощи украинским пограничникам.
8 июля 2014 в районе Амвросиевки выстрелом снайпера был убит начальник штаба батальона Ю. Н. Баран. Вслед за этим двое солдат самовольно покинули батальон и вернулись в Ивано-Франковскую область
12 августа 2014 подразделение батальона попало в засаду, погиб 1 и был ранен ещё 1 военнослужащий.
В конце августа 2014 батальон находился на пяти блокпостах в секторе «Д» в районе Иловайска.
22 августа 2014 блокпост батальона в районе Кутейниково был обстрелян из РСЗО, после чего 25 находившихся на блокпосту военнослужащих приняли решение отступить. Они сожгли свои боеприпасы, чтобы не оставлять их противнику, и с оружием покинули блокпост на автобусе.
В ночь c 23 на 24 августа 2014 позиции батальона были обстреляны из «Градов», в результате была уничтожена техника и имущество, закреплённые за батальоном. В 23:00 23 августа командир батальона «Прикарпатье» в письменном виде отказался выполнять боевое распоряжение руководителя сектора «Д» и далее на связь не выходил (позднее, военнослужащие батальона сообщили, что им приказали отбить оставленные блокпосты).
28 августа оставил позиции и по приказу командира вместе с техникой и вооружением отступил к месту постоянной дислокации по просьбе главы Ивано-Франковской областной госадминистрации Андрея Троценко, сам Батальон «Прикарпатье» вывели из зоны АТО по решению главнокомандующего ВСУ. Автомобильная колонна была остановлена на шоссе у города Запорожье сотрудниками ВСП, которые потребовали от военнослужащих батальона сдать оружие. Военнослужащие батальона сообщили, что намерены сдать оружие в расположении части. В дальнейшем, автоколонна батальона доехала до города Знаменка Кировоградской области, где была остановлена и окружена подразделением спецназа. На переговоры с батальоном приехали лично командующий сухопутных войск, ген.-лейт. А. В. Пушняков и первый заместитель генерального прокурора Украины Н. Я. Голомша. Военнослужащие батальона отказались сдать табельное оружие работникам военной прокуратуры. Вслед за этим, военная прокуратура возбудила уголовное дело в отношении командира батальона В. Комара.
28 августа 2014 начальник генерального штаба заявил о возвращении батальона на место постоянной дислокации в Делятин для восстановления боеспособности
29 августа 2014 в Делятин были отправлены отступившие военнослужащие батальона, 31 августа из зоны боевых действий в Делятин отправили 15 остававшихся в зоне АТО военнослужащих батальона.
3 сентября 2014 командир батальона В. Комар был арестован как дезертир, 8 сентября 2014 — выпущен под залог.
7 октября 2014 главный военный прокурор Украины, заместитель генпрокурора Украины А. В. Матиос выступил с заявлением, что 5-й батальон территориальной обороны «стал первопричиной серии событий, которые повлекли трагедию под Иловайском». Он сообщил, что военнослужащие батальона оставили место несения службы на участке фронта в районе Амвросиевки, обнажив фланг войсковой группировки, а затем двинулись в тыл, трижды не выполнив приказы командования остановиться и выполнять приказы.
По состоянию на 14 октября 2014, батальон был размещён в воинской части в Ровно, при этом 105 военнослужащих находились на больничном, 45 — в отпуске, а 128 — написали рапорты на увольнение
По состоянию на начало ноября 2014 года, свыше 40 военнослужащих батальона продолжали скрываться, опасаясь репрессий. 7 ноября 2014 военная прокуратура возбудила дело в отношении командира роты 5-го бТрО В. Процкого по обвинению в неисполнении приказа командования и шпионаже.

## Расформирование
16 января 2015 и. о. военного комиссара Ивано-Франковского облвоенкомата полковник Олег Мороз сообщил на пресс-конференции, что 5-й батальон территориальной обороны «Прикарпатья» расформирован. Почти 70 % его личного состава продолжили службу в зоне АТО в других воинских частях, остальные 30 % демобилизованы по состоянию здоровья. Значительное количество военнослужащих батальона было направлено для прохождения службы в 128-ю горно-стрелковую бригаду.
10 февраля 2015 главный военный прокурор Украины А. В. Матиос сообщил, что в результате проверки военнослужащих батальона сотрудниками военной прокуратуры были выявлены и привлечены к ответственности 27 провокаторов, призывавших к неисполнению приказов остальных военнослужащих батальона.

## Техника, вооружение и снаряжение
Летом 2014 года личный состав батальона был обмундирован в камуфляжную форму и каски СШ-68, вооружён стрелковым оружием (автоматами АК-74, АКС-74У, ручными пулемётами, едиными пулемётами ПК) и ручными гранатами, также имелись несколько ручных противотанковых гранатомётов.
Кроме того, в период комплектования батальон получил одну БРДМ, но она была уничтожена во время одного из артобстрелов.
В распоряжении батальона имелась автомобильная техника:
- 22 августа 2014 «Координационный центр быстрого реагирования» передал батальону пять джипов с дизельными двигателями, которые были закуплены в Польше[57].
- также имелись грузовики[29][48] (Урал-375[56] и др.) и около 20 полученных по мобилизации школьных автобусов[58]: ПАЗ-3205 и «Богдан»[29][48][59].

17 из полученных школьных автобусов были утрачены в зоне боевых действий.